# Mallotus decipiens
Mallotus decipiens är en törelväxtart som beskrevs av Johannes Müller Argoviensis. Mallotus decipiens ingår i släktet Mallotus och familjen törelväxter. Inga underarter finns listade i Catalogue of Life.